# Acraea eltringhamiana
Acraea eltringhamiana är en fjärilsart som beskrevs av Le Doux 1932. Acraea eltringhamiana ingår i släktet Acraea och familjen praktfjärilar. Inga underarter finns listade i Catalogue of Life.